# Fukang
Fukang är en stad på häradsnivå som lyder under den autonoma prefekturen Changji i Xinjiang-regionen i nordvästra Kina. Den ligger omkring 96 kilometer nordost om regionhuvudstaden Ürümqi. 